# Ritacuba Blanco
Ritacuba Blanco je nejvyšší vrchol Východní Kordillery v Andách v Kolumbii o nadmořské výšce 5410 metrů. Místní indiánský kmen U'wa jej označuje starobylým jménem Ritak'uwa. Kmen U'wa žije v nížinách v národním parku Sierra Nevada del Cocuy y Güicán, ve kterém se nachází Ritacuba Blanco. Vrchol je přístupný ze západu přes město El Cocuy, vesnici Güicán a vesnici Las Cabañas. Výlet je poměrně snadný, ale počasí není stálé a trasa na vrchol vede přes ledovec. V důsledku globálního oteplování tento ledovec taje velmi rychle a ustupuje o 25 metrů ročně; totéž se děje u ostatních zasněžených tropických hor v Kolumbii. V roce 1950 byl nejnižší bod ledovce Ritacuba Blanco v nadmořské výšce 4500 metrů nad mořem; v lednu 2007 byl 4800 metrů nad mořem. Pokud tato rychlost tání bude pokračovat, předpokládá se, že ledovec zmizí před rokem 2025.